# Samsung Galaxy Note 3
GALAXY Note 3（ギャラクシー ノート スリー）は、韓国・サムスン電子によって開発されたスマートフォンである。LTEモデルの1種類が発売されている。発売国によって一部仕様が異なっている。日本国内では、下記モデルが発売されており、いずれもLTE方式の通信に対応している。各機種の詳細は各ページを参照。

## 日本向け機種
- NTTドコモ（docomo LTE Xi）
  - SC-01F - GALAXY Note 3
- KDDI・沖縄セルラー電話（au 4G LTE）
  - SCL22 - GALAXY Note 3